# Heidi Toffler
Adelaide Elizabeth Farrell, más conocida como Heidi Toffler, fue una investigadora, escritora y editora estadounidense (New York 1 de agosto de 1929-Los Ángeles, 6 de febrero de 2019).
Entre sus obras se encuentran los best-sellers Guerra y antiguerra: Sobrevivir en los albores del siglo XXI, La creación de una nueva civilización: la política de la tercera ola y La revolución de la riqueza, de los cuales fue coautora junto a Alvin Toffler, su esposo.
Adicionalmente, se le reconoció la coautoría de los best seller: El shock del futuro, La tercera ola y El cambio de poder.

## Primeros años y juventud
Adelaide Elizabeth Farrell nació el 1 de agosto de 1929 y creció en el Bronx, criada por su madre inmigrante holandesa, Elizabeth Antonette Farrell, que trabajaba para la compañía telefónica, y su padrastro, William T. Farrell, que trabajaba para el sistema de metro de la ciudad de Nueva York. Siendo niña adoptó el apodo Heidi.
Recibió un título de grado en Inglés de la Universidad de Long Island. En 1948, conoció a su esposo Alvin Toffler , a quien le insistió para que finalizara sus estudios en la Universidad de Nueva York. En 1950 se mudaron a Cleveland, donde contrajeron matrimonio. Allí comenzó a trabajar en una fundición de aluminio, donde era administradora de una tienda sindical, pudiendo observar directamente la producción industrial en masa, la mano de obra organizada y la gestión moderna.

## Obra
Desempeñó un papel esencial aunque anónimo junto a su célebre esposo, en la producción de libros sobre las consecuencias del cambio rápido.
A mediados de los 60s, comenzaron a trabajar en el primer libro, "Future Shock" (1970), del cual se vendieron millones de copias, fue traducido a decenas de idiomas y trajo a su esposo fama internacional. El libro concluyó que la convergencia de los avances científicos acelerados, la amplia inversión de capital y sistemas de comunicaciones de masas, estaban dando lugar a una sociedad mundial totalmente nueva. Preveía, entre otras cosas, el auge de las computadoras personales, Internet, la televisión por cable y el teletrabajo. "Future Shock" fue dedicado a Heidi, a su hija Karen de 16 años y a los padres de Alvin. En 1980, "The Third Wave" fue dedicado únicamente a Heidi Toffler, donde Alvin indicó que su "profesionalismo como editora" estaba "reflejado en cada página".
En 1990, Alvin Toffler identificó a su esposa como coautora en el prefacio del tercer libro de ambos, "Power Shift: Knowledge, Wealth, and Violence at the Edge of the 21st Century" y escribió: "Toda esta trilogía, desde su inicio hasta su finalización, ha tenido una coautora no acreditada".
No fue hasta la publicación en 1993 de "War and Anti-War: Survival at the Dawn of the 21st Century" que el nombre de Heidi Toffler apareció en la portada junto al de Alvin, en la misma tipografía y tamaño. En este libro se desarrolla la idea de que para garantizar la paz es necesario adoptar estrategias "antiguerra"
Publicó en coautoría dos libros más: "Creating a New Civilization: The Politics of the Third Wave" (1995), el cual describe las fuerzas que moldean futuro, discute los cambios en la vida familiar, los negocios, la tecnología, la cultura y los valores y la democracia del siglo XXI y "La revolución de la riqueza"(2006) que se focaliza en como la riqueza será creada en el siglo XXI. Juntos publicaron múltiples artículos en periódicos y revistas.

## Premios
Heidi Toffler recibió la Medalla del Presidente de la República Italiana por sus contribuciones al pensamiento social y múltiples doctorados honoris causa en leyes y letras.

## Legado
En 1996, creó junto a su esposo la empresa Toffler Associates, una compañía de consultoría global y la fundación sin fines de lucro "Karen Toffler Charitable Trust", focalizada en apoyar la investigación médica.

## Libros
- El shock del futuro (1970) (coautoría reconocida posteriormente)
- La tercera ola (1980) (coautoría reconocida posteriormente)
- El cambio de poder (1990) (coautoría reconocida en el prefacio)
- Guerra y anti-guerra: Sobrevivir en los albores del siglo XXI (1993) (coautora)
- La creación de una nueva civilización: la política de la tercera ola (1996) (coautora)
- La revolución de la riqueza (2006)(coautora)